# ナムニアップ1ダム
座標: 北緯18度38分45秒 東経103度33分06秒 / 北緯18.6458578度 東経103.5516582度
ナムニアップ1ダム（英語:Nam Ngiep 1 Dam）はラオス・ボーリカムサイ県ボーリカン郡のナムニアップ川に建設されたダム。

## 概要
メコン川の支流であるナムニアップ川に発電用ダムを建設してタイ王国とラオス国内に電力を供給するもので、関西電力の子会社ケーピック・ネザーランド（KPN）と、タイ電力公社（EGAT）の子会社エガット・インターナショナル（EGATi）、ラオホールディング国営公社（LHSE）による共同出資で設立されたナムニアップ1・パワー・カンパニー・リミテッドが運営を行なうナムニアップ1水力発電所が置かれる。発電施設は主ダム・逆調整ダム（副ダム）それぞれに設置され、主発電所の電力はタイ電力公社に、副発電所の電力はラオス電力公社に売電される。売電期間は27年間で、その後ダムを含めた施設がラオス政府に無償譲渡されるBOT方式による事業となっている。
建設のためにアジア開発銀行などから総額1億350万ドルが融資された。ダム及び周辺施設の施工について大林組が単独受注し、2013年10月に着工。発電関連設備についてはIHIインフラシステムや日立三菱水力が受注するなど、多くの日本企業が関与している。
2018年5月に主ダムの湛水を開始。商業運転の開始は2019年2月を予定していたが、主発電所の建物に傾きが見つかったことから延期され、2019年9月5日に商業運転を開始した。

## 諸元

### 主ダム
堤体高148メートル、堤体上部の長さ530メートルの重力式コンクリートダムで、湛水面積は66.9平方キロメートル、総貯水量は22億立方メートル。出力約272メガワットの発電所を設置し、タイに電力を供給する。

### 逆調整ダム
主ダム発電所からの放流をためるための調整池のダムで堤体高20.6メートル。主ダムの下流6.2キロメートルに位置しており、「ラビリンス」と呼ばれるジグザグ形状の洪水吐が特徴。出力約18メガワットの発電所を設置し、ラオス国内に電力を供給するとともに、常時一定の水量を放流することで下流の水位変動を安定させる。

## 建設に伴う影響
現地にあった5つの村が水没などの影響を受け、主にモン族からなる4,000人が住居や耕作地を失うことになった。「移転村」と呼ばれる新しい居住エリアが建設され、2016年から一部住民の移住が始まっている。